# Saison 1996 de la Ligue canadienne de football
Chronologie
Saison précédente Saison suivante
1996 est la 39e saison de la Ligue canadienne de football et la 113e saison depuis la fondation de la Canadian Rugby Football Union en 1884.

## Événements
Lors de leur réunion annuelle en février, les dirigeants de la LCF décident de mettre un terme à l'expérience américaine de la ligue. Les Mad Dogs de Memphis avaient déjà annoncé leur fermeture en novembre 1995. Le 2 février, les franchises des Texans de San Antonio, des Pirates de Shreveport et des Barracudas de Birmingham sont révoquées, et la franchise des Stallions de Baltimore est attribuée à Montréal qui retrouve ainsi une équipe de la LCF après neuf saisons d'absence.
En même temps, la LCF revient à ses traditionnelles divisions Est et Ouest. Comme une équipe est de nouveau présente à Montréal, les Blue Bombers de Winnipeg retournent dans la division Ouest pour la première fois depuis 1986 ; il y a, comme de 1954 à 1986, quatre équipes dans l'Est et cinq dans l'Ouest. De plus, le format des séries éliminatoires revient à ce qu'il était jusqu'en 1992 : l'équipe de première position de chaque division passe en finale de division, et les deux suivantes s'affrontent dans une demi-finale. 
Par contre, on introduit une nouvelle forme de la règle du croisement (crossover rule) qui avait été utilisée en 1986. Si l'équipe de quatrième position de la division A obtient plus de points au classement que l'équipe de troisième position de la division B, alors cette équipe sera qualifiée pour les séries éliminatoires et prendra la place de l'équipe de troisième position de la division B. Cette règle est encore en vigueur en date de 2017.

## Classements
| Clt   | Équipe                 | PJ | V  | D  | N | BP  | BC  | Pts |
| ----- | ---------------------- | -- | -- | -- | - | --- | --- | --- |
| +001, | Argonauts de Toronto   | 18 | 15 | 3  | 0 | 556 | 359 | 30  |
| +002, | Alouettes de Montréal  | 18 | 12 | 6  | 0 | 534 | 469 | 24  |
| +003, | Tiger-Cats de Hamilton | 18 | 8  | 10 | 0 | 426 | 576 | 16  |
| +004, | Rough Riders d'Ottawa  | 18 | 3  | 15 | 0 | 353 | 524 | 6   |

| Clt   | Équipe                           | PJ | V  | D  | N | BP  | BC  | Pts |
| ----- | -------------------------------- | -- | -- | -- | - | --- | --- | --- |
| +001, | Stampeders de Calgary            | 18 | 13 | 5  | 0 | 608 | 365 | 26  |
| +002, | Eskimos d'Edmonton               | 18 | 11 | 7  | 0 | 459 | 354 | 22  |
| +003, | Blue Bombers de Winnipeg         | 18 | 9  | 9  | 0 | 421 | 496 | 18  |
| +004, | Lions de la Colombie-Britannique | 18 | 5  | 13 | 0 | 410 | 486 | 10  |
| +005, | Roughriders de la Saskatchewan   | 18 | 5  | 13 | 0 | 360 | 498 | 10  |

## Séries éliminatoires

### Demi-finale de la division Ouest
- 10 novembre : Blue Bombers de Winnipeg 7 - Eskimos d'Edmonton 68

### Finale de la division Ouest
- 17 novembre : Eskimos d'Edmonton 15 - Stampeders de Calgary 12

### Demi-finale de la division Est
- 10 novembre : Tiger-Cats de Hamilton 11 - Alouettes de Montréal 22

### Finale de la division Est
- 17 novembre : Alouettes de Montréal 11 - Argonauts de Toronto 21

### 84ecoupe Grey
- 24 novembre : Les Argonauts de Toronto gagnent 43-37 contre les Eskimos d'Edmonton au stade Ivor-Wynne  à Hamilton (Ontario).

## Honneurs individuels
- Joueur par excellence : Doug Flutie (QA), Argonauts de Toronto
- Joueur défensif par excellence : Willie Pless (en) (SEC), Eskimos d'Edmonton
- Joueur de ligne offensive par excellence :  Mike Kiselak (en) (G), Argonauts de Toronto
- Joueur canadien par excellence : Leroy Blugh (en) (LD), Eskimos d'Edmonton
- Recrue par excellence : Kelvin Anderson (en) (DO), Stampeders de Calgary